# Arie de Jong
El Doctor Arie de Jong (en neerlandès: [ˈaːri dəˈjɔŋ]; Jakarta, 18 d'octubre de 1865 - Putten, Països Baixos, 12 d'octubre de 1957) va ser un reformador apassionat del volapük, llengua artificial creada per Johann Martin Schleyer.
Amb la seua ajuda el moviment volapükista va assolir una vitalitat renovada en els Països Baixos. No només va emprendre una reelaboració del volapük, sinó que a més (amb alguns altres Volapükist contemporanis) va engegar la Volapükaklub Valemik Nedänik (Club neerlandés del volapük internacional) i va fundar el Diläd valemik Feda Volapükaklubas. També fou fundador i editor del Volapükagased pro Nedänapükans, un diari independent en volapük, que es va publicar trenta-un anys seguits (entre 1932 i 1963). Va escriure Gramat Volapüka, una gramàtica del volapük íntegrament escrita en aquesta llengua, i un diccionari alemany-volapük, Wörterbuch der Weltsprache (Diccionari de la Llengua Mundial). A més va traduir el Testament Diatek_Nulik en volapük a partir del grec, i alhora moltes obres de literatura. Arie de Jong es considera, encertadament, com el volapükista més important de la nova època de la història del volapük.

## Joventut i carrera mèdica
Arie de Jong va nàixer el 18 d'octubre de 1865 a Batàvia (actualment Jakarta) en el que eren aleshores les Índies occidentals neerlandeses. El 1873, la seua família es va mudar a Leiden, als Països Baixos, on va anar a una escola de gramàtica ("Grammar school", entre 1873 i 1883) i va estudiar després medicina (1883-1891) a la Universitat de Leiden. Al febrer de 1891, rebé el seu diploma de doctorat; el mes de març, es feu oficial mèdic militar (stationed in a les Índies occidentals); poc de temps després, el 8 de setembre, entrà com a doctor mèdic a la Universitat de Friburg de Brisgòvia gràcies a la seua dissertació doctoral: "Über Diuretin" (Respecte a la diüresi).
El 18 de febrer de 1892, de Jong es va casar amb Maria Elisabeth Wilhelmina Clarkson a Ginneken, i la parella embarcà en un vaixell, el Princess Sophie, només un mes després del casament, el 22 de març, fent rumb cap a les Índies occidentals neerlandeses. Maria es va morir a bord del vaixell en la Mar Roja, el primer dia d'abril. Dinou dies després, Arie arribava a la ciutat de Batàvia sol, i el 25, va decidir d'anar-se'n cap a la seu oficina a Makassar.
El 1893, es va mudar a Bonthain (ara Bantaeng al Sulawesi del Sud); el 1896, a Padang, Indonèsia, i més tard a Aceh; el 1898, va anar a Sintang, on havia de contraure el seu segon matrimoni, amb Elise Marie Wilhelmine Gerardine Chavannes. El 1900, fou promogut a oficial mèdic de primera classe; i el 1902, canvià d'afectació una altra vegada, primer a Semarang i més tard a Ungaran; el 1904 va tornar a Semarang. En aquella època ja havia perdut els seus dos fills: Marie Eugène, que havia nascut el 1900 i morí l'any següent, i un altre infant que encara no havia nascut.
El 1904 fou alliberat per un any, que va passar sencer a Europa. Tornà després el 1905 a les Índies occidentals i fou enviat a Pelantoengan, més tard el 1908 a la ciutat de Yogyakarta, i el 1911 a Magelang, on durant huit anys ocupà el càrrec d'oficial mèdic de segona classe. El 1912 fou afectat a Banjarmasin; l'any següent, fou alliberat i es quedà a Europa durant nou mesos. Quan tornà a les Índies occidentals, l'enviaren a Surabaya on, a les acaballes de 1914 va convertir-se en oficial mèdic de primera classe. Fou transferit el 1915 a Malano, on la seua segona esposa, Elise Marie, va morir.
En aquell moment les Índies occidentals neerlandeses necessitaven més organització i moltes millores. Arie de Jong va tenir un paper important aquells anys lluitant contra diverses malalties tropicals, tenint en compte que nous tractaments i mètodes anteriorment rebutjats sorgiren al tombant del segle. La seua ajuda fou molt valuosa per als leprosos donant-los certs al·licients per a les seues vides, així els va motivar perquè tocaren música i els va permetre accedir a faenes senzilles; tot i que en aquella època, aquesta mena d'iniciatives no eren gens populars.
Després de la mort de la seua dona el 1919, Arie de Jong va tornar a Holanda. L'any següent es va establir a La Haia; tenia aleshores 54 anys. El 1921, es va casar, per tercera vegada, amb Louise van Dissel amb qui tingué tres fills: Louisa Cornelia (nascuda el 1922), Arie de Jong, Jr. (el 1924) i Gijsbertus Hendrienus (el 1926).

## Els seus vincles amb el volapük
Mentre estava estudiant a Leiden, de Jong es va interessar al volapük i començà a aprendre'l. El 20 de març de 1891 (una setmana després esdevenia oficial militar), quan tenia 25 anys, va rebre el seu diploma de professor de volapük, i després de deu mesos, el seu diploma com a ensenyant de Volapük. I només un any després, el 15 de maig de 1893, fou nomenat professor de volapük (com consta al diari "Nuns blefik se Volapükavol" (Notícies breus del món del volapük) l'any següent).
Malgrat la seua estada a les Índies occidentals, l'interés de Jong's pel volapük romangué inalterat, com es pot llegir a la seua correspondència amb diversos volapükistes i diaris en volapük. El 5 de juny de 1901, esdevingué acadèmic del volapük, i el 1930, li fou atorgat el títol de cifal, o, "líder," la distinció més elevada en el món del volapük.

## Obres
- 1929. Kurze Volapük-Grammatik. Revisió a càrrec d'Arie de Jong. Confirmat per Albert Sleumer. Imprés per Jakob Sprenger. Fou publicat sota forma manuscrita.
- 1931. Gramat Volapüka. La primera edició fou escrita authoritatively i amb el permís de l'Acadèmia de Volapük pel Dr. Arie de Jong. Leiden (Holland): Llibreria i Editorial E. J. Brill.
- 1931. Wörterbuch der Weltsprache: Volapük Dictionary for Germans. 6a Edició, treballada per Arie de Jong. Leiden (Holanda): Llibreria i Editorial E. J. Brill.
- 1932. Leerboek der Wereldtaal. By Dr. Arie de Jong, member of Volapük Academy. Voorburg (Holland): Printer „Repko“.
- 1952. Aperçu de la Volapük. Gams: Sprenger. (Traducció de Kurze Volapük-Grammatik en francés.)
- 1952. Short grammar of Volapük. Gams: Sprenger. (Traducció de Kurze Volapük-Gramatik en anglés.)
- 2012. Wörterbuch der Weltsprache für Deutschsprechende: Vödabuk Volapüka pro Deutänapükans. Edició nova del diccionari de 1931. Cathair na Mart: Evertype, ISBN 978-1-904808-89-3
- 2012. Gramat Volapüka. Edició nova de la gramática dd 1931. Cathair na Mart: Evertype, ISBN 978-1-904808-94-7